# Realismo teísta
O realismo teísta é uma justificação pseudocientífica para o design inteligente proposta por Phillip E. Johnson em seu livro, "Reason in the Balance" (Razões na Balança). De acordo com Johnson, o verdadeiro conhecimento começa com o reconhecimento de Deus como o criador do universo, a característica unificadora que é a noção de que ele (o universo) foi criado por Deus. O realismo teísta se baseia em um Deus que é real, pessoal, e que age no mundo através do criacionismo mecanicista.
Em 1987 Johnson convenceu-se de que o criacionismo havia perdido no caso Edwards v. Aguillard porque em sua opinião o naturalismo metodológico usada pela comunidade científica ao definir a ciência não inclui processos sobrenaturais, e portanto excluía injustamente o criacionismo. Então, ele conclui que criacionistas precisam redefinir o conceito de ciência para restaurar o sobrenatural, e como consequência desenvolveu a Estratégia da cunha. O movimento do design inteligente foi inaugurado pelos autores e editores do livro "Of Pandas and People" (Sobre Pandas e Pessoas) em 1989, e Johnson tornou-se seu líder de-facto.
O realismo teísta foi desenvolvido por Johnson como uma posição contrária ao naturalismo. Para Johnson, a natureza não pode ser entendida sem que se reconheça Deus como seu criador. Ele e seus aliados acreditam que nem a vida nem o universo podem ser completamente explicados usando termos naturalistas.